# Willy Rozier
Willy Rozier, nato Rozier William Xavier (Talence, 27 giugno 1901 – Neuilly-sur-Seine, 26 maggio 1983), è stato un attore, regista, produttore cinematografico e sceneggiatore francese.

## Filmografia

### Regia
- L'Auberge de l'abîme (1943)
- Febbre di desiderio (L'Épave) (1949)
- 56, rue Pigalle (1949)
- Manina ragazza senza veli (Manina, la fille sans voiles) (1952)

### Sceneggiatore
- L'Auberge de l'abîme, regia di Willy Rozier (1943)